# Diaz (Arkansas)
Diaz – miasto w Stanach Zjednoczonych, w stanie Arkansas, w hrabstwie Jackson.